# Asplenium chathamense
Asplenium chathamense (Engels: Chatham Island spleenwort) is een varensoort uit de streepvarenfamilie (Aspleniaceae). Het is een rechtopstaande streepvaren met een korte wortelstok. De stijve stengels zijn tussen 50 en 350 millimeter lang, lichtbruin aan de basis en groen erboven. De bladeren zijn elliptisch of ruitvormig tot ovaal van vorm. Deze zijn donker glanzend groen aan de bovenkant en lichter aan de onderkant.
De soort komt voor op de Chathameilanden, gelegen in de Stille Oceaan ten oosten van Nieuw-Zeeland. Hij groeit daar voornamelijk in rotsspleten bij de rotsen en kliffen langs de kust of op de grond. De soort wordt ook aangetroffen in struikgewas langs de kust, in open kustbossen en langs kreekoevers.
... · 
A. adiantum-nigrum (Zwartsteel) · 
A. adulterinum · 
A. aethiopicum · 
A. ×alternifolium · 
A. anceps · 
A. aureum · 
A. azoricum · 
A. billotii (Lancetvormige streepvaren) · 
A. bulbiferum · 
A. ceterach (Schubvaren) · 
A. cuneifolium · 
A. filare · 
A. fissum · 
A. fontanum (Genaalde streepvaren) · 
A. foreziense (Forez-streepvaren) · 
A. hemionitis · 
A. jahandiezii · 
A. lepidum · 
A. lolegnamense · 
A. majoricum · 
A. marinum (Zeestreepvaren) · 
A. nidus (Nestvaren) · 
A. obovatum · 
A. octoploideum · 
A. onopteris · 
A. petrarchae · 
A. ruta-muraria (Muurvaren) · 
A. scolopendrium (Tongvaren) · 
A. seelosii · 
A. septentrionale (Noordse streepvaren) · 
A. trichomanes (Steenbreekvaren) · 
A. trichomanes subsp. coriaceifolium · 
A. trichomanes subsp. pachyrachis · 
A. trichomanes subsp. quadrivalens · 
A. trichomanes subsp. trichomanes · 
A. viride (Groensteel) · 
A. viviparum · 
...